# Mazaly Aguilar
Pour les articles homonymes, voir Aguilar.
Mazaly Aguilar, née le 20 septembre 1949 à Cuenca, est une femme politique espagnole, membre du parti Vox. Elle est députée européenne de 2019 à 2024.

## Biographie
Mazaly Aguilar est licenciée en sciences économiques de l'université Complutense de Madrid. Elle travaille pendant vingt-cinq ans au sein de diverses entreprises (Bank of America, BBVA, Banesto, Trasmediterrànea, Airtel-Vodafone).
Mazaly Aguilar est vice-présidente de Vox, responsable des relations avec les organismes privés et les institutions publiques.
Le 26 mai 2019, elle est élue députée européenne. Devenue vice-présidente de la commission agriculture, elle s'engage à défendre les aides communautaires versées aux agriculteurs espagnols en vertu de la politique agricole commune et à se montrer vigilante sur l'accord de libre-échange entre le Mercosur et l'Union européenne, sans toutefois s'y opposer.